# Korniczek ostrozębny
Korniczek ostrozębny (Orthotomicus suturalis) – gatunek chrząszcza zaliczany do kornikowatych.
Rójka
Przebiega na przełomie kwietnia i maja oraz czerwca i lipca.
Wygląd
Larwa beznoga (jak u wszystkich kornikowatych), barwy białej, z jasnobrunatną głową. Poczwarka typu wolnego, barwy kremowej, kolebka poczwarkowa między korą a drewnem. Imago długości 2,5–3,5 mm. Chrząszcz kształtu walcowatego, barwy brunatnoczarnej, z krótkimi, płowymi włoskami, połyskujący. Ścięcie pokryw prawie pionowe i płytkie. Przedplecze w zarysie prawie okrągłe, w przedniej części chropowato punktowane, z tyłu grubo punktowane, z gładką linią. Pokrywy z rzędami gęsto ułożonych kropek, międzyrzędy szerokie z pojedynczymi kropkami, wyraźnie błyszczące. Dymorfizm płciowy widoczny na ścięciu pokryw. Samiec na bokach posiada po trzy wyraźne wyrostki – ząbki (dwa mniejsze widoczne jako większe guzki), zakrzywione nieznacznie w kierunku szwu. Samica ma widoczne trzy, mocno zredukowane ząbki.
Występowanie
Środkowa i północna Europa oraz Syberia. Na północ sięga daleko za koło podbiegunowe. Pospolity w całej Polsce.
Pokarm
Żeruje na sośnie rzadziej na świerku, modrzewiu i limbie.
Znaczenie
Zasiedla złomy, odpady zrębowe, czasem, może atakować silnie osłabione i obumierające wierzchołki drzew. Żerowiska zakładane są pod cienką korą. Infekuje drewno grzybami wywołującymi siniznę. Podobne znaczenie mają: korniczek wielozębny, korniczek guzozębny i korniczek płaskozębny.